# آندره د کورفر
آندره د کورفر (هلندی: André de Korver; ۲۰ ژوئن ۱۹۱۵ – ۲۵ فوریهٔ ۱۹۹۰) دوچرخه‌سوار اهل هلند بود.